# Austin Osman Spare
Austin Osman Spare (London, 30. prosinca 1886. – London, 15. svibnja 1956.), engleski umjetnik i okultist. Bavio se crtanjem i slikanjem. Bio je sin londonskog policijaca. U ranom djetinjstvu pokazivao je sklonost prema slikanju te je neko vrijeme pohađao umjetničku školu. Nakon prekida školovanja radio je kao proizvođač stakla, ali je nastavio baviti se umjetnošću. U ranoj mladosti zainteresirao se za magiju i okultizam, čije su teme znatno utjecale na njegov stvaralački umjetnički rad.
U listopadu 1907. godine održao je izložbu svojih slika u kojima su dominirale groteskne, seksualizirane ljudkse figure i magijski simboli, što je fasciniralo tadašnju intelektualnu avangardu i privuklo pažnju ozloglašenog engleskog okultiste Aleistera Crowleyja (1875. – 1947.). Godine 1909. Spare je postao pripravnik Crowleyjevog reda Argenteum Astrum, ali nije bio iniciran za člana.
Tijekom Prvog svjetskog rata bio je mobiliziran u vojsku, ali je uglavnom služio kao pomoćno medicinsko osoblje u Londonu, da bi 1919. godin bio imenovan za službenog ratnog slikara.
Svojim okultističkim radom utjecao je na postanak i razvoj magije kaosa.